# Elfriede Kaunová
Elfriede Kaunová (5. října 1914 – 5. března 2008) byla německá skokanka do výšky.
Narodila se v Büttelu ve Steinburgu a získala bronzovou medaili na letních olympijských hrách 1936 v Berlíně . Její osobní nejlepší skok byl 1,63 metrů.
Soutěžila ve sportovní klubu Kieler TV a zemřela v roce 2008 v Kielu. Byla poslední žijící německou atletkou, která na letních olympijských hrách v roce 1936 získala medaili.